# Кеннебек (округ, Мен)
Шаблон:StateAbbr_ 44°24′00″ пн. ш. 69°47′04″ зх. д. / 44.39996° пн. ш. 69.784554° зх. д.
Округ  Кеннебек (англ. Kennebec County) — округ (графство) у штаті Мен, США. Ідентифікатор округу 23011.

## Історія
Округ утворений 1799 року.

## Демографія
За даними перепису 
2000 року 
загальне населення округу становило 117114 осіб, зокрема міського населення було 45287, а сільського — 71827.
Серед мешканців округу чоловіків було 56746, а жінок — 60368. В окрузі було 47683 домогосподарства, 31328 родин, які мешкали в 56364 будинках.
Середній розмір родини становив 2,89.
Віковий розподіл населення поданий у таблиці:
| Стать    | До 15 років | 15-21 | 22-29 | 30-39 | 40-49 | 50-65 | 65-85 | Понад 85 |
| -------- | ----------- | ----- | ----- | ----- | ----- | ----- | ----- | -------- |
| Чоловіки | 11631       | 5897  | 4781  | 8267  | 9494  | 9866  | 6231  | 579      |
| Жінки    | 11080       | 5727  | 4960  | 8888  | 9962  | 9956  | 8287  | 1508     |

## Суміжні округи
- Сомерсет — північ
- Волдо — схід
- Лінкольн — південь
- Саґадагок — південь
- Андроскоґґін — південний захід
- Франклін — північний захід

## Виноски
1. ↑  U.S. Decennial Census. United States Census Bureau. Архів оригіналу за 26 квітня 2015. Процитовано 7 вересня 2014.
2. ↑  Historical Census Browser. University of Virginia Library. Архів оригіналу за 11 серпня 2012. Процитовано 7 вересня 2014.
3. ↑  Population of Counties by Decennial Census: 1900 to 1990. United States Census Bureau. Архів оригіналу за 23 січня 2015. Процитовано 7 вересня 2014.
4. ↑  Census 2000 PHC-T-4. Ranking Tables for Counties: 1990 and 2000 (PDF). United States Census Bureau. Архів оригіналу (PDF) за 18 грудня 2014. Процитовано 7 вересня 2014.
5. ↑  State & County QuickFacts. United States Census Bureau. Архів оригіналу за 6 червня 2011. Процитовано 19 серпня 2013.(англ.) Наведено за англійською вікіпедією.
6. ↑  QuickFacts. Kennebec County, Maine. United States Census Bureau. Архів оригіналу за 26 липня 2019. Процитовано 26 липня 2019.
7. ↑  American FactFinder. Бюро перепису населення США. Архів оригіналу за 29 липня 2011. Процитовано 31 січня 2008.

| США | Це незавершена стаття з географії США. Ви можете допомогти проєкту, виправивши або дописавши її. |